# Regina Trench katonai temető
A Regina Trench katonai temető (Regina Trench Cemetery) első világháborús katonai sírkert a franciaországi Courcelette és Grandcourt közelében. Tervezője Herbert Baker volt.

## Története
1916. július 1-jén a somme-i csata első napján a 36. (Ulster) Hadosztály elérte Grandcourt települést, de a falu az 1917. kora februári német visszavonulásig nem esett el. Végül a Királyi Haditengerész-hadosztály (Royal Naval Division) Howe-zászlóalja foglalta el. A településtől délkeletre fekvő Courcelette falut már 1916. szeptember 15-én bevette a 2. Kanadai Hadosztály.
A temető nevét adó Regina-lövészárok német védelmi vonal volt, amelyet az 5. Kanadai Hadosztály 1916. október 1-jén rövid időre elfoglalt. Az 1. és a 3. Kanadai Hadosztály október 8-án ismét megtámadta, majd 21-én a 18. és a 4. hadosztály részben elfoglalta. Véglegesen a 4. Kanadai Hadosztály vette birtokba 1916. november 11-én.
A területre az 1916-1917-es télen kezdtek temetni. A békekötés után számos, Courcelette, Grandcourt és Miraumont közelében elesett nemzetközösségi katona földi maradványait szállították át oda. Ők főleg 1916 októbere és 1917 februárja között haltak hősi halált. A sírkertben 2280 első világháborús halott nyugszik. Közülük 1077-et nem sikerült azonosítani. Az összes halott közül 1680 brit, 564 kanadai, 35 ausztrál volt, valamint egy amerikai repülős is a Regina Trenchben nyugszik. Az azonosított nemzetközösségi katonák közül 812 brit, 372 kanadai, 18 ausztrál volt.